# In Old California (1910)
In Old California é um filme mudo em curta-metragem dos Estados Unidos de 1910, dos gêneros drama e faroeste, dirigido por D. W. Griffith. Foi o primeiro filme gravado em Hollywood, no estado de Califórnia.

## Elenco
- Frank Powell
- Arthur V. Johnson
- Marion Leonard
- Henry B. Walthall
- Charles Craig
- Francis J. Grandon
- W. Chrystie Miller
- Frank Opperman
- Anthony O'Sullivan
- Alfred Paget
- Mack Sennett
- Charles West